# Mareuil en Périgord
Mareuil en Périgord is een gemeente in het Franse departement Dordogne (regio Nouvelle-Aquitaine). De plaats maakt deel uit van het arrondissement Nontron. Mareuil en Périgord is op 1 januari 2017 ontstaan door de fusie van de gemeenten Beaussac, Champeaux-et-la-Chapelle-Pommier, Les Graulges, Léguillac-de-Cercles, Mareuil, Monsec, Puyrenier, Saint-Sulpice-de-Mareuil en Vieux-Mareuil. De gemeente telde 2.316 inwoners op 1 januari 2022.

## Geografie
De oppervlakte van Mareuil en Périgord bedraagt 150,48 km², de bevolkingsdichtheid is 15 inwoners per km² (per 1 januari 2019).
De onderstaande kaart toont de ligging van Mareuil en Périgord met de belangrijkste infrastructuur en aangrenzende gemeenten.

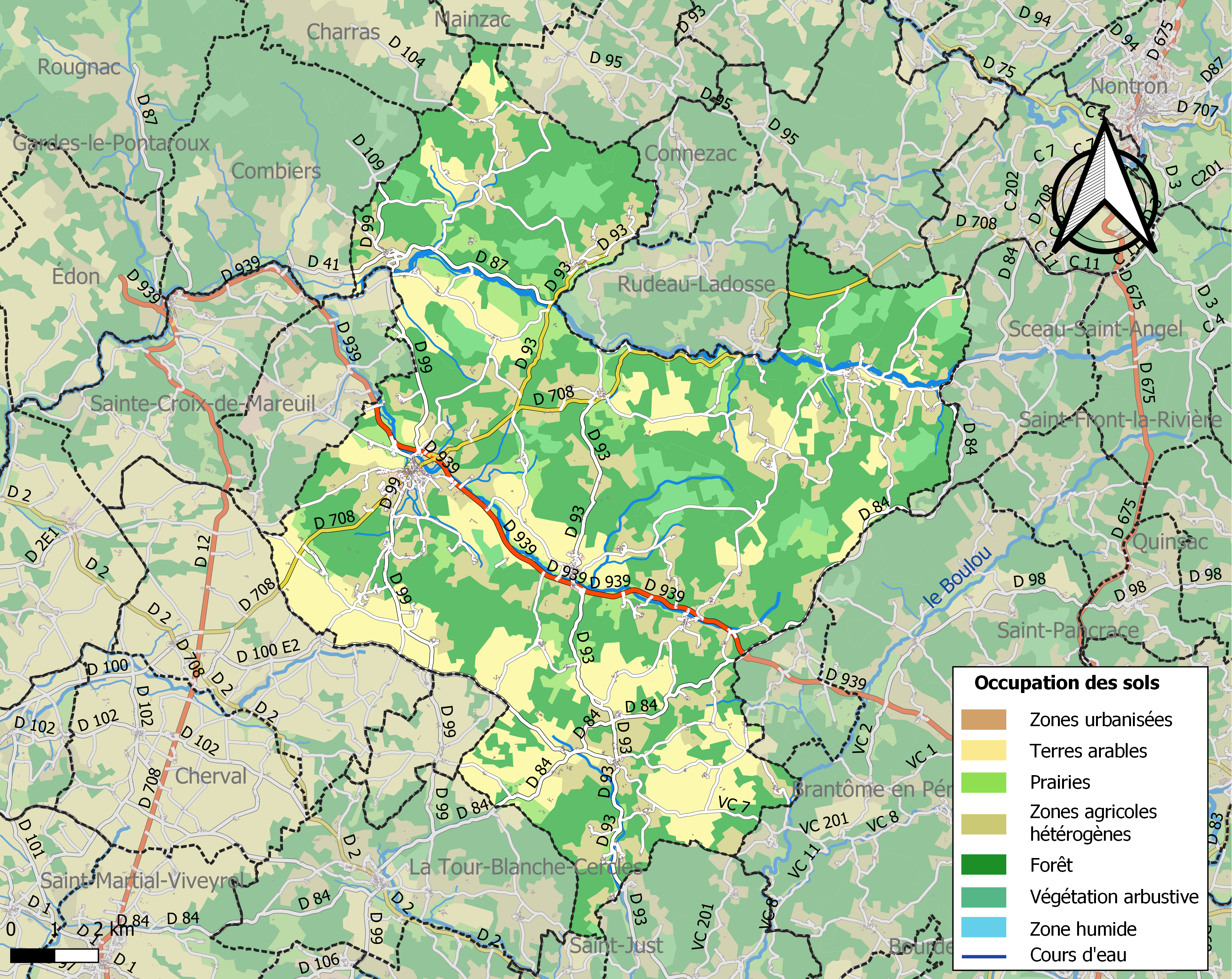